# 王宇坤
王宇坤（1947年—），四川仁寿人，汉族，中华人民共和国政治人物，中国国民党革命委员会中央委员会常务委员、四川省委主委，四川省人大常委会副主任，第十一届全国人民代表大会四川地区代表。潘文华之孙。

## 生平
毕业于成都中医学院中医专业。2008年起担任全国人大代表。